# Руар, Жан-Мари
Жан-Мари́ Руа́р (фр. Jean-Marie Rouart; род. 8 апреля 1943, Нёйи-сюр-Сен) — французский романист, эссеист и журналист, член Французской академии с 1997 года.

## Биография
Жан-Мари Руар — выходец из знаменитой семьи, правнук художников Анри Руара и Анри Лёроля. В 1967 году начал журналистскую карьеру в Magazine littéraire, затем в Le Figaro в качестве политического обозревателя, а также в Quotidien de Paris, где руководил литературным отделом, а с 1986 года — в Figaro littéraire. В 1974 году опубликовал свой первый роман La Fuite en Pologne («Бегство в Польшу»). За ним последовал роман Les Feux du pouvoir («Огни власти»), удостоенный премии Интералье в 1977 году, и Avant-guerre («Предвоенное», премия Ренодо в 1983 году). Далее вышли шесть романов: Le Cavalier blessé («Раненый рыцарь», 1987 год), La Femme de proie («Женщина-жертва», 1989 год), Le Voleur de jeunesse («Похититель юности», 1990 год), Le Goût du malheur («Вкус несчастья», 1993 год) и L’Invention de l’amour («Изобретение любви», 1997 год). Также является автором нескольких эссе: Ils ont choisi la nuit («Они выбрали ночь», премия за эссе Французской академии в 1985 году), Omar, la construction d’un coupable («Омар, создание виновного», 1994 год) и La Noblesse des vaincus («Благородство побеждённых», 1998 год). В 2012 году в издательстве «Галлимар» увидела свет книга Napoléon ou la destinée («Наполеон, или судьба»), в 2014 году там же опубликован автобиографический роман Ne pars pas avant moi («Не уходи раньше меня»).
18 декабря 1997 года был избран во Французскую академию на место, остававшееся вакантным после смерти Жоржа Дюби. В 2017 году опубликовал новые эссе: Une jeunesse perdue («Утраченная молодость») и Le Psychodrame français («Французская психодрама»), в которых показал связь между историей и политикой, лежащую в основе национального французского романа.
В 2006 году спектакль по пьесе Руара «Горький — изгнанник Капри» шёл в концертном зале московской гостиницы «Космос» (продюсером выступил модельер Пьер Карден, главную роль играл актёр и режиссёр Роже Планшон).

### Романы и эссе
- La Fuite en Pologne, Grasset, (1974) — Prix Roberge[фр.] de l’Académie française en 1975
- La Blessure de Georges Aslo, Grasset, (1975)
- Les Feux du pouvoir[фр.] Grasset — Prix Interallié, (1977)
- Le Mythomane, Grasset, (1980)
- Avant-Guerre[фр.], Grasset — Prix Renaudot, (1983)
- Ils ont choisi la nuit, Grasset — Prix de l'essai[фр.] de l’Académie française, (1985)
- Le Cavalier blessé, Grasset, (1987)
- La Femme de proie, Grasset, (1989)
- Le Voleur de jeunesse, Grasset, (1990)
- Le Goût du malheur, Gallimard, (1993)
- Omar, la construction d’un coupable, Le Fallois, (1994)
- Morny, un voluptueux au pouvoir, Gallimard, (1995)
- L’Invention de l’amour, Grasset, (1997)
- La Noblesse des vaincus, Grasset, (1998)
- Bernis, le cardinal des plaisirs, Gallimard — Prix du nouveau cercle de l'union[фр.], (1998)
- Une jeunesse à l’ombre de la lumière, Gallimard, (2000)
- Discours de réception à l’Académie française, Grasset, (2000)
- Une famille dans l’impressionnisme, Gallimard, (2001)
- Nous ne savons pas aimer, Gallimard, (2002)
- Adieu à la France qui s’en va, Grasset — Prix François-Mauriac de la région Aquitaine[фр.], (2003)
- Libertin et Chrétien, Desclée de Brouwer, (2004)
- Mes fauves, Grasset, (2005)
- Le Scandale, Gallimard, (2006)
- Devoir d’insolence, Grasset, (2008)
- Cette opposition qui s’appelle la vie, Grasset, (2009)
- La Guerre amoureuse, Gallimard, (2011)
- Napoléon ou la Destinée, Gallimard — Prix du Guesclin[фр.] et prix Combourg[фр.] , (2012)
- Ne pars pas avant moi, Gallimard, (2014)
- Ces amis qui enchantent la vie, Robert Laffont, (2015)
- Une jeunesse perdue, Gallimard, (2017)
- Le Psychodrame français, éd. Robert Laffont, (2017)
- La vérité sur la comtesse Berdaiev, éd. Gallimard., (2018)
- Dictionnaire amoureux de Jean d’Ormesson, Plon., (2019)
- Ils voyagèrent vers des pays perdus, Albin Michel, (2021).
- Ce pays des hommes sans Dieu, Bouquins, (2021).

### Пьеса
- Горький — изгнанник Капри / Gorki, l’exilé de Capri, mise en scène Jacques Rosner[фр.], Espace Cardin[фр.], 2006

### Другое
- La Famille Rouart. Au cœur de l’Impressionnisme, catalogue de l’exposition sous la direction de Solange Thierry, édité par le musée de la vie romantique, Paris, 2004.